# الحب الممنوع (مسلسل ألماني)
الحب الممنوع (بالألمانية: Verbotene Liebe) هو مسلسل دراما تم إنتاجه في ألمانيا. بدأ عرضه في سنة 1995 على القناة الألمانية الأولى. بلغ عدد مواسم المسلسل 20 موسما، بلغ عدد حلقاته 4664 حلقة، وتبلغ مدة الحلقة الواحدة 25 دقيقة. تم بث المسلسل لأول مرة بتاريخ 2 يناير 1995 بينما تم بث آخر حلقة منه بتاريخ 1995. من بطولة مانويلا ألفونس، دانيال أكس، مارك بارثيل، جانينا إيزابيل باتولي وماتياس بير. تقع أحداثه في مدينة دوسلدورف.
مواضيع المسلسل الرئيسية هي الفصام، الانتحار، تعاطي المخدرات، القتل، الكحول، الاختطاف، زنا المحارم، الإدمان، رهاب المثلية، فيروس العوز المناعي البشري والإجهاض التلقائي.

## وصلات خارجية
- الحب الممنوع على موقع IMDb (الإنجليزية)
- الحب الممنوع على موقع كينوبويسك (الروسية)
- الحب الممنوع على موقع ألو سيني (الفرنسية)
- الحب الممنوع على موقع قاعدة بيانات الفيلم (الإنجليزية)